# Liste der Bodendenkmäler in Altenberge
Die Liste der Bodendenkmäler in Altenberge enthält die denkmalgeschützten unterirdischen baulichen Anlagen, Reste oberirdischer baulicher Anlagen, Zeugnisse tierischen und pflanzlichen Lebens und paläontologischen Reste auf dem Gebiet der Gemeinde Altenberge im Kreis Steinfurt in Nordrhein-Westfalen (Stand: 29. April 2019). Diese Bodendenkmäler sind in Teil B der Denkmalliste der Gemeinde Altenberge eingetragen; Grundlage für die Aufnahme ist das Denkmalschutzgesetz Nordrhein-Westfalen (DSchG NRW).
| Bild | Bezeichnung | Lage             | Beschreibung | Bauzeit | Eingetragen seit | Denkmal- nummer |
| ---- | ----------- | ---------------- | ------------ | ------- | ---------------- | --------------- |
| BW   | Landwehr    | Altenberge Karte |              |         | 06.06.1990       | 1               |
| BW   | Landwehr    | Altenberge Karte |              |         | 06.06.1990       | 2               |
| BW   | Landwehr    | Altenberge Karte |              |         | 06.06.1990       | 3               |
| BW   | Landwehr    | Altenberge Karte |              |         | 06.06.1990       | 4               |
| BW   | Landwehr    | Altenberge Karte |              |         | 06.06.1990       | 5               |
| BW   | Landwehr    | Altenberge Karte |              |         | 06.06.1990       | 6               |
| BW   | Landwehr    | Altenberge Karte |              |         | 06.06.1990       | 7               |
| BW   | Landwehr    | Altenberge Karte |              |         | 06.06.1990       | 8               |
| BW   | Landwehr    | Altenberge Karte |              |         | 06.06.1990       | 9               |
| BW   | Landwehr    | Altenberge Karte |              |         | 06.06.1990       | 10              |
| BW   | Landwehr    | Altenberge Karte |              |         | 06.06.1990       | 11              |